# Dunaiske, Ismail
Dunaiske (în ucraineană Дунайське; în rusă Дунайское, transliterat: Dunaiskoe) este un sat în comuna Sofian-Trubaiovca din raionul Ismail, regiunea Odesa, Ucraina. Are 334 locuitori, preponderent ucraineni.
Satul este situat la o altitudine de 14 metri, în partea central-sudică a raionului Ismail, pe malul brațului Chilia al Dunării. El se află la o distanță de 2 km est de Ismail și la 2 km sud de satul Necrasovca-Veche.

## Istoric
Ca urmare a Pactului Ribbentrop-Molotov (1939), Basarabia, Bucovina de Nord și Ținutul Herța au fost anexate de către URSS la 28 iunie 1940. După ce Basarabia a fost ocupată de sovietici, Stalin a dezmembrat-o în trei părți. Astfel, la 2 august 1940, a fost înființată RSS Moldovenească, iar părțile de sud (județele românești Cetatea Albă și Ismail) și de nord (județul Hotin) ale Basarabiei, precum și nordul Bucovinei și Ținutul Herța au fost alipite RSS Ucrainene. La 7 august 1940, a fost creată regiunea Ismail, formată din teritoriile aflate în sudul Basarabiei și care au fost alipite RSS Ucrainene . 
În perioada 1941-1944, toate teritoriile anexate anterior de URSS au reintrat în componența României. Apoi, cele trei teritorii au fost reocupate de către URSS în anul 1944 și integrate în componența RSS Ucrainene, conform organizării teritoriale făcute de Stalin după anexarea din 1940, când Basarabia a fost ruptă în trei părți. 
În anul 1947, la sud de satul Necrasovca-Veche a fost înființat satul Dunaiske. În anul 1954, Regiunea Ismail a fost desființată, iar localitățile componente au fost incluse în Regiunea Odesa.
Începând din anul 1991, satul Dunaiske face parte din raionul Ismail al regiunii Odesa din cadrul Ucrainei independente. În prezent, satul are 334 locuitori, preponderent ucraineni.

## Demografie
Componența lingvistică a localității Dunaiske
     Rusă (86,83%)
     Ucraineană (8,38%)
     Română (2,1%)
     Bulgară (1,5%)
     Alte limbi (0,6%)
Conform recensământului din 2001, majoritatea populației localității Dunaiske era vorbitoare de rusă (86,83%), existând în minoritate și vorbitori de ucraineană (8,38%), română (2,1%) și bulgară (1,5%).
2001: 334 (recensământ)